# Intertoto-Cup 1967
Der 1. Intertoto-Cup wurde im Jahr 1967 ausgespielt. Es ist der Nachfolgewettbewerb des in der Vorsaison abgeschafften International Football Cup. In diesem Turnier wurden nur Gruppenspiele durchgeführt, da die K.O.-Phase aus mehreren Gründen abgeschafft wurde. 
1. Die Gruppenphase wurde nur in der Sommerpause durchgeführt, während die K.O.-Phase irgendwann in der Saison ausgespielt wurde. Somit wurde es schwierig, gemeinsame Termine für beide Teilnehmer zu finden.
2. Die UEFA ordnete an, dass Klubs die in den UEFA-Wettbewerben (Europapokal der Landesmeister; Pokalsieger) teilnahmen, an keinem anderen Turnier teilnehmen dürfen, die die Sommerpause überschritt. Dies hieß wenn Teams teilnahmen, die auch bei einem UEFA-Turnier vertreten waren, schieden diese in den K.O.-Phasen aus und es gab Schwierigkeiten die Finalrunden durchzuführen.

In diesem Turnier nahmen 48 Mannschaften teil, darunter zum ersten Mal Mannschaften aus Dänemark.

## Gruppenphase

### Gruppe A1
| Pl. | Verein             | Sp. | S | U | N | Tore    | Diff. | Punkte |
| --- | ------------------ | --- | - | - | - | ------- | ----- | ------ |
| 1.  | FC Lugano          | 6   | 3 | 1 | 2 | 008:500 | +3    | 07:50  |
| 2.  | Girondins Bordeaux | 6   | 3 | 1 | 2 | 005:700 | −2    | 07:50  |
| 3.  | Sparta Rotterdam   | 6   | 3 | 0 | 3 | 009:600 | +3    | 06:60  |
| 4.  | KSV Waregem        | 6   | 2 | 0 | 4 | 006:100 | −4    | 04:80  |

|                    | Schweiz | Frankreich | Niederlande | Belgien |
| ------------------ | ------- | ---------- | ----------- | ------- |
| FC Lugano          |         | 0:0        | 2:0         | 2:1     |
| Girondins Bordeaux | 2:1     |            | 1:4         | 0:2     |
| Sparta Rotterdam   | 1:0     | 0:1        |             | 4:0     |
| KSV Waregem        | 1:3     | 0:1        | 2:0         |         |

### Gruppe A2
| Pl. | Verein                      | Sp. | S | U | N | Tore    | Diff. | Punkte |
| --- | --------------------------- | --- | - | - | - | ------- | ----- | ------ |
| 1.  | Feijenoord Rotterdam        | 6   | 5 | 0 | 1 | 017:600 | +11   | 10:20  |
| 2.  | Royal Daring Club Bruxelles | 6   | 3 | 1 | 2 | 008:900 | −1    | 07:50  |
| 3.  | Racing Straßburg            | 6   | 1 | 2 | 3 | 006:110 | −5    | 04:80  |
| 4.  | FC Lausanne-Sport           | 6   | 1 | 1 | 4 | 008:130 | −5    | 03:90  |

|                             | Niederlande | Belgien | Frankreich | Schweiz |
| --------------------------- | ----------- | ------- | ---------- | ------- |
| Feijenoord Rotterdam        |             | 5:1     | 3:0        | 2:1     |
| Royal Daring Club Bruxelles | 1:0         |         | 0:0        | 1:0     |
| Racing Straßburg            | 1:3         | 3:1     |            | 0:2     |
| FC Lausanne-Sport           | 2:4         | 1:4     | 2:2        |         |

### Gruppe A3
| Pl. | Verein           | Sp. | S | U | N | Tore    | Diff. | Punkte |
| --- | ---------------- | --- | - | - | - | ------- | ----- | ------ |
| 1.  | OSC Lille        | 6   | 3 | 2 | 1 | 010:600 | +4    | 08:40  |
| 2.  | FC Sion          | 6   | 3 | 1 | 2 | 010:700 | +3    | 07:50  |
| 3.  | K. Beerschot VAC | 6   | 1 | 3 | 2 | 006:900 | −3    | 05:70  |
| 4.  | GVAV Groningen   | 6   | 1 | 2 | 3 | 005:900 | −4    | 04:80  |

Spielergebnisse
| A3               | Frankreich | Schweiz | Belgien | Niederlande |
| ---------------- | ---------- | ------- | ------- | ----------- |
| OSC Lille        |            | 0:0     | 0:1     | 2:1         |
| FC Sion          | 1:3        |         | 5:2     | 3:1         |
| K. Beerschot VAC | 2:2        | 0:1     |         | 1:1         |
| GVAV Groningen   | 1:3        | 1:0     | 0:0     |             |

### Gruppe A4
| Pl. | Verein               | Sp. | S | U | N | Tore    | Diff. | Punkte |
| --- | -------------------- | --- | - | - | - | ------- | ----- | ------ |
| 1.  | Lierse SK            | 6   | 4 | 1 | 1 | 013:700 | +6    | 09:30  |
| 2.  | FC Grenchen          | 6   | 2 | 2 | 2 | 008:900 | −1    | 06:60  |
| 3.  | FC Rouen             | 6   | 1 | 3 | 2 | 009:150 | −6    | 05:70  |
| 4.  | Deventer VV Go Ahead | 6   | 2 | 0 | 4 | 012:110 | +1    | 04:80  |

|                      | Belgien | Schweiz | Frankreich | Niederlande |
| -------------------- | ------- | ------- | ---------- | ----------- |
| Lierse SK            |         | 3:1     | 1:1        | 2:0         |
| FC Grenchen          | 2:1     |         | 1:1        | 2:0         |
| FC Rouen             | 2:4     | 1:1     |            | 4:3         |
| Deventer VV Go Ahead | 1:2     | 3:1     | 5:0        |             |

### Gruppe B1
| Pl. | Verein                   | Sp. | S | U | N | Tore    | Diff. | Punkte |
| --- | ------------------------ | --- | - | - | - | ------- | ----- | ------ |
| 1.  | Hannover 96              | 6   | 4 | 1 | 1 | 010:600 | +4    | 09:30  |
| 2.  | 1. FC Lokomotive Leipzig | 6   | 3 | 1 | 2 | 010:500 | +5    | 07:50  |
| 3.  | IFK Norrköping           | 6   | 2 | 0 | 4 | 012:160 | −4    | 04:80  |
| 4.  | SK Rapid Wien            | 6   | 1 | 2 | 3 | 009:140 | −5    | 04:80  |

|                          | Deutschland Bundesrepublik | Deutschland Demokratische Republik 1949 | Schweden | Osterreich |
| ------------------------ | -------------------------- | --------------------------------------- | -------- | ---------- |
| Hannover 96              |                            | 2:1                                     | 1:2      | 1:1        |
| 1. FC Lokomotive Leipzig | 1:2                        |                                         | 4:0      | 2:1        |
| IFK Norrköping           | 1:2                        | 0:2                                     |          | 6:3        |
| SK Rapid Wien            | 0:2                        | 0:0                                     | 4:3      |            |

### Gruppe B2
| Pl. | Verein              | Sp. | S | U | N | Tore    | Diff. | Punkte |
| --- | ------------------- | --- | - | - | - | ------- | ----- | ------ |
| 1.  | Zagłębie Sosnowiec  | 6   | 5 | 0 | 1 | 014:700 | +7    | 10:20  |
| 2.  | FC Schalke 04       | 6   | 3 | 1 | 2 | 007:700 | ±0    | 07:50  |
| 3.  | FC Wacker Innsbruck | 6   | 2 | 1 | 3 | 015:100 | +5    | 05:70  |
| 4.  | Djurgårdens IF      | 6   | 1 | 0 | 5 | 006:180 | −12   | 02:10  |

|                     | Polen 1944 | Deutschland Bundesrepublik | Osterreich | Schweden |
| ------------------- | ---------- | -------------------------- | ---------- | -------- |
| Zagłębie Sosnowiec  |            | 1:0                        | 4:3        | 4:1      |
| FC Schalke 04       | 1:0        |                            | 1:1        | 2:0      |
| FC Wacker Innsbruck | 1:3        | 1:2                        |            | 2:0      |
| Djurgårdens IF      | 1:2        | 4:1                        | 0:7        |          |

### Gruppe B3
| Pl. | Verein                  | Sp. | S | U | N | Tore    | Diff. | Punkte |
| --- | ----------------------- | --- | - | - | - | ------- | ----- | ------ |
| 1.  | Polonia Bytom           | 6   | 5 | 0 | 1 | 016:600 | +10   | 10:20  |
| 2.  | Werder Bremen           | 6   | 3 | 2 | 1 | 012:700 | +5    | 08:40  |
| 3.  | IF Elfsborg             | 6   | 1 | 1 | 4 | 010:160 | −6    | 03:90  |
| 4.  | Grasshopper Club Zürich | 6   | 1 | 1 | 4 | 009:180 | −9    | 03:90  |

|                         | Polen 1944 | Deutschland Bundesrepublik | Schweden | Schweiz |
| ----------------------- | ---------- | -------------------------- | -------- | ------- |
| Polonia Bytom           |            | 2:1                        | 3:0      | 5:1     |
| Werder Bremen           | 2:0        |                            | 4:1      | 1:1     |
| IF Elfsborg             | 1:2        | 2:2                        |          | 5:2     |
| Grasshopper Club Zürich | 1:4        | 1:2                        | 3:1      |         |

### Gruppe B4
| Pl. | Verein               | Sp. | S | U | N | Tore    | Diff. | Punkte |
| --- | -------------------- | --- | - | - | - | ------- | ----- | ------ |
| 1.  | IFK Göteborg         | 6   | 4 | 1 | 1 | 016:700 | +9    | 09:30  |
| 2.  | FC Carl Zeiss Jena   | 6   | 4 | 1 | 1 | 010:900 | +1    | 09:30  |
| 3.  | TJ Bohemians Prag    | 6   | 2 | 1 | 3 | 012:800 | +4    | 05:70  |
| 4.  | Young Fellows Zürich | 6   | 0 | 1 | 5 | 006:200 | −14   | 01:11  |

|                      | Schweden | Deutschland Demokratische Republik 1949 | Tschechoslowakei | Schweiz |
| -------------------- | -------- | --------------------------------------- | ---------------- | ------- |
| IFK Göteborg         |          | 4:0                                     | 2:1              | 2:2     |
| FC Carl Zeiss Jena   | 3:1      |                                         | 1:0              | 3:2     |
| TJ Bohemians Prag    | 1:3      | 1:1                                     |                  | 4:0     |
| Young Fellows Zürich | 0:4      | 1:2                                     | 1:5              |         |

### Gruppe B5
| Pl. | Verein               | Sp. | S | U | N | Tore    | Diff. | Punkte |
| --- | -------------------- | --- | - | - | - | ------- | ----- | ------ |
| 1.  | Ruch Chorzów         | 6   | 6 | 0 | 0 | 018:600 | +12   | 12:0   |
| 2.  | BK Frem København    | 6   | 2 | 1 | 3 | 011:110 | ±0    | 05:70  |
| 3.  | BSC Young Boys       | 6   | 1 | 2 | 3 | 008:120 | −4    | 04:80  |
| 4.  | First Vienna FC 1894 | 6   | 1 | 1 | 4 | 006:140 | −8    | 03:90  |

|                      | Polen 1944 | Danemark | Schweiz | Osterreich |
| -------------------- | ---------- | -------- | ------- | ---------- |
| Ruch Chorzów         |            | 5:1      | 4:3     | 2:0        |
| BK Frem København    | 1:2        |          | 4:1     | 4:1        |
| BSC Young Boys       | 0:2        | 0:0      |         | 2:0        |
| First Vienna FC 1894 | 1:3        | 2:1      | 2:2     |            |

### Gruppe B6
| Pl. | Verein         | Sp. | S | U | N | Tore    | Diff. | Punkte |
| --- | -------------- | --- | - | - | - | ------- | ----- | ------ |
| 1.  | VSS Košice     | 6   | 3 | 3 | 0 | 011:400 | +7    | 09:30  |
| 2.  | Dynamo Dresden | 6   | 3 | 1 | 2 | 010:700 | +3    | 07:50  |
| 3.  | AIK Solna      | 6   | 3 | 1 | 2 | 007:110 | −4    | 07:50  |
| 4.  | Aarhus GF      | 6   | 0 | 1 | 5 | 005:110 | −6    | 01:11  |

|                | Tschechoslowakei | Deutschland Demokratische Republik 1949 | Schweden | Danemark |
| -------------- | ---------------- | --------------------------------------- | -------- | -------- |
| VSS Košice     |                  | 2:1                                     | 4:0      | 3:1      |
| Dynamo Dresden | 0:0              |                                         | 1:2      | 2:1      |
| AIK Solna      | 1:1              | 1:4                                     |          | 1:0      |
| Aarhus GF      | 1:1              | 1:2                                     | 1:2      |          |

### Gruppe B7
| Pl. | Verein               | Sp. | S | U | N | Tore    | Diff. | Punkte |
| --- | -------------------- | --- | - | - | - | ------- | ----- | ------ |
| 1.  | Kjøbenhavns Boldklub | 6   | 5 | 0 | 1 | 010:400 | +6    | 10:20  |
| 2.  | Sklo Union Teplice   | 6   | 4 | 1 | 1 | 009:400 | +5    | 09:30  |
| 3.  | 1. FC Union Berlin   | 6   | 1 | 1 | 4 | 004:700 | −3    | 03:90  |
| 4.  | GKS Katowice         | 6   | 1 | 0 | 5 | 004:120 | −8    | 02:10  |

Spielergebnisse
| B7                 | Danemark | Tschechoslowakei | Deutschland Demokratische Republik 1949 | Polen 1944 |
| ------------------ | -------- | ---------------- | --------------------------------------- | ---------- |
| Dänemark           |          | 1:0              | 1:0                                     | 3:2        |
| Sklo Union Teplice | 2:1      |                  | 1:1                                     | 3:1        |
| 1. FC Union Berlin | 0:3      | 0:1              |                                         | 3:0        |
| GKS Katowice       | 0:1      | 0:2              | 1:0                                     |            |

### Gruppe B8
| Pl. | Verein             | Sp. | S | U | N | Tore    | Diff. | Punkte |
| --- | ------------------ | --- | - | - | - | ------- | ----- | ------ |
| 1.  | Fortuna Düsseldorf | 6   | 4 | 0 | 2 | 012:100 | +2    | 08:40  |
| 2.  | LASK Linz          | 6   | 2 | 3 | 1 | 007:600 | +1    | 07:50  |
| 3.  | Vejle BK           | 6   | 2 | 2 | 2 | 012:110 | +1    | 06:60  |
| 4.  | Jednota Žilina     | 6   | 0 | 3 | 3 | 003:700 | −4    | 03:90  |

|                    | Deutschland Bundesrepublik | Osterreich | Danemark | Tschechoslowakei |
| ------------------ | -------------------------- | ---------- | -------- | ---------------- |
| Fortuna Düsseldorf |                            | 2:1        | 3:2      | 1:0              |
| LASK Linz          | 2:1                        |            | 2:1      | 1:1              |
| Vejle BK           | 5:3                        | 1:1        |          | 2:1              |
| Jednota Žilina     | 0:2                        | 0:0        | 1:1      |                  |

## Intertoto-Cup Sieger 1967
- FC Lugano
- Feijenoord Rotterdam
- OSC Lille
- Lierse SK
- Hannover 96
- Zagłębie Sosnowiec
- Polonia Bytom
- IFK Göteborg
- Ruch Chorzów
- VSS Košice
- Dänemark
- Fortuna Düsseldorf